# Cantonul Chailland
Cantonul Chailland este un canton din arondismentul Laval, departamentul Mayenne, regiunea Pays de la Loire, Franța.

## Comune
| Comune                     | Populație (1999) | Cod poștal | Cod INSEE |
| -------------------------- | ---------------- | ---------- | --------- |
| Andouillé                  | ...              | 53240      | 53005     |
| La Baconnière              | ...              | 53240      | 53015     |
| La Bigottière              | ...              | 53240      | 53031     |
| Chailland                  | ...              | 53420      | 53048     |
| La Croixille               | ...              | 53380      | 53086     |
| Juvigné                    | ...              | 53380      | 53123     |
| Saint-Germain-le-Guillaume | ...              | 53240      | 53225     |
| Saint-Hilaire-du-Maine     | ...              | 53380      | 53226     |
| Saint-Pierre-des-Landes    | ...              | 53500      | 53245     |